# Vụ kiện Nga - IAAF
Vụ kiện Nga - IAAF bắt nguồn từ việc Liên đoàn điền kinh quốc tế (IAAF) vào ngày 14 tháng 11 năm 2015 cấm hiệp hội điền kinh Nga tham dự các giải quốc tế của IAAF sau khi xem xét một báo cáo của WADA về tình trạng các vận động viên điền kinh Nga sử dụng chất kích thích theo chương trình được nhà nước bảo trợ. Tháng 6 năm 2016, IAAF lại tiếp tục tái khẳng định lệnh cấm này và cho rằng vẫn còn nhiều vấn đề về việc chống doping tại Nga. Ngay sau đó, Ủy ban Thế vận hội Nga (ROC) và 68 vận động viên điền kinh chịu ảnh hưởng trực tiếp bởi lệnh cấm đã đệ đơn kiện quyết định của IAAF lên CAS.

## Vận động viên điền kinh Nga bị cấm thi Thế vận hội Rio 2016
Ngày 17 tháng 6 năm 2016, Liên đoàn điền kinh quốc tế (IAAF) tiếp tục án cấm các vận động viên Nga tham gia thi đấu ở những giải điền kinh quốc tế, trong đó có Olympic ở Rio de Janeiro, Brasil vào tháng 8. Phía Nga cho rằng có lý do chính trị đằng sau lệnh cấm thi đấu đối với các VĐV điền kinh của họ. Nhưng lãnh đạo IAAF phủ nhận quan điểm đó. Trong hai ngày trước đó, 24 thành viên được quyền bỏ phiếu của Hội đồng IAAF đã xem xét kỹ các bằng chứng, và tất cả họ thống nhất quyết định rằng các VĐV điền kinh Nga không được quyền tranh tài ở Olympic mùa hè 2016. Một lực lượng đặc biệt của IAAF, gồm năm điều tra viên, có nhiệm vụ giám sát và kiểm tra báo cáo với IAAF rằng các quan chức, HLV và VĐV điền kinh Nga vẫn tỏ ra coi thường những quy định về chống doping. Kể từ đầu năm 2016, có tới 736 ca kiểm tra doping đối với các VĐV Nga bị từ chối hoặc hủy bỏ. Cũng trong sáu tháng đầu năm, đã có 52 mẫu xét nghiệm cho kết quả dương tính.

## Báo cáo của McLaren
Ngày 18/7, Giáo sư ngành Luật ở Canada Richard McLaren, làm việc tại WADA, công bố bản báo cáo về việc các vận động viên Nga sử dụng doping. Báo cáo này cáo buộc Bộ Thể thao Nga che giấu hàng trăm kết quả xét nghiệm doping của vận động viên Nga trong thời gian diễn ra Thế vận hội London 2012, giải Vô địch Điền kinh thế giới tại Moscow năm 2013 và Thế vận hội Mùa Đông Sochi 2014.
Bộ Thể thao Nga dưới sự chỉ đạo của Bộ trưởng Vitaly Mutko đã tổ chức hệ thống che đậy tinh vi. Họ bí mật thay thế và hủy các mẫu thử nước tiểu cho thấy VĐV Nga sử dụng doping. Báo cáo cũng chỉ ra rằng Tổng cục an ninh liên bang Nga (FSB), các tổ chức đào tạo VĐV, phòng thí nghiệm ở Matxcơva và Sochi đã "chủ động và tích cực tham gia" vào mưu đồ này. Cuộc điều tra của WADA xuất phát từ tiết lộ hồi tháng 5 của Grigor Rodchenkov, cựu giám đốc Phòng xét nghiệm doping tại Moscow, trên tờ New York Times (Mỹ). Vị giáo sư y khoa này cho rằng rất nhiều mẫu thử nước tiểu của các VĐV Nga bị phát hiện sử dụng doping tại Thế vận hội mùa Đông Sochi đã bị tráo đổi bằng những mẫu thử "sạch không tì vết". Tiếp tay cho những việc làm đen tối này là các quan chức của chính cơ quan phòng chống doping Nga cùng với các nhân viên FSB.
Ông McLaren kêu gọi IOC cấm tất cả các đội tuyển Nga tham gia Thế vận hội Mùa Hè sẽ diễn ra vào tháng 8 ở Rio de Janeiro, Brazil; đồng thời, cấm tất cả quan chức Nga không được tiếp cận các cuộc tranh tài trong khuôn khổ Olympic Rio.

### Nhận xét
- Chủ tịch IOC Thomas Bach mô tả kết luận điều tra của WADA là "một cú sốc, đòn đánh chưa từng có nhắm vào các chuẩn mực của thể thao và phong trào Olympic quốc tế".
- Tổng thống Vladimir Putin thì cho là: "Chúng ta đang chứng kiến xu hướng lặp lại nguy hiểm của việc chính trị can thiệp vào thể thao. Hình thức có thể thay đổi nhưng bản chất vẫn như cũ, tức dùng thể thao như một công cụ tạo áp lực về địa chính trị, tạo dựng hình ảnh tiêu cực về các quốc gia. Phong trào Olympic luôn có một vị trí quan trọng trong việc đoàn kết nhân loại, nay lại bị dẫn dắt đến bờ vực của sự chia rẽ".[5]

## Vụ kiện của ROC tại CAS
Ủy ban Olympic Nga (ROC) sau đó đã kiện tại Tòa án Trọng tài Thể thao về việc 68 tuyển điền kinh của họ bị IAAF cấm tham dự Olympic 2016. Chiều ngày 21-7, sau khi xem xét tài liệu hai bên cung cấp, CAS đã chính thức bác đơn kiện của Ủy ban Olympic Nga (ROC). Ngay sau khi CAS đưa ra phán quyết với điền kinh Nga, Ủy ban Olympic quốc tế (IOC) cũng cho biết họ sẽ tổ chức một hội nghị vào ngày 24-7 để quyết định về việc có cấm các vận động viên Nga tham dự kỳ thế vận hội này.
Với phán quyết từ CAS, những VĐV không dính bê bối doping của làng điền kinh Nga cũng chịu vạ lây, phải vắng mặt tại Rio de Janeiro tháng sau.

### Nhận xét

#### Ủng hộ
Quan chức
Chủ tịch IAAF - ông Sebastian Coe nói: ""IAAF không xem phán quyết của CAS là một chiến thắng cho chúng tôi. Tôi điều hành môn thể thao này không phải để loại VĐV khỏi các cuộc tranh tài. Sau Olympic Rio 2016, IAAF sẽ tiếp tục làm việc với Nga để tạo môi trường an toàn cho các VĐV, tiến tới giúp điền kinh Nga có thể trở lại đấu trường quốc tế".
Ông Leonid Tyagachev, chủ tịch danh dự của ROC nói: "Bộ trưởng Vitaly Mutko và chủ tịch ROC Alexander Zhukov phải nhận trách nhiệm cho tất cả những điều này. Ông Mutko cần phải chấp nhận thực tế, chúng ta không thể tiếp tục phát triển nền thể thao theo cách này".

#### Phản đối
Quan chức
Người phát ngôn của điện Kremlin Dmitry Peskov nói: "Chúng tôi rất lấy làm tiếc vì sự ảnh hưởng đến toàn thể các VĐV điền kinh. Phán quyết về toàn bộ tập thể như vậy là rất khó chấp nhận".
Vận động viên
Nhà cựu vô địch Olympic môn nhảy sào người Nga Yelena Isinbayeva thể hiện sự tức tối với kết luận của CAS khi gọi đây là một "tang lễ của môn điền kinh".

## Quyết định của IOC
Sau khi 15 thành viên ban điều hành của IOC kết thúc cuộc họp trực tuyến, IOC ra bản thông cáo báo chí cho biết họ không cấm thể thao Nga tham dự Olympic 2016, thay vào đó họ trao quyền quyết định cho các liên đoàn thể thao thành viên. Điều đó có nghĩa một số vận động viên Nga vẫn được phép tham dự Olympic Rio 2016 nếu họ chứng minh được sự trong sạch của mình trước các liên đoàn thành viên.
IOC cũng đưa tuyên bố là bất cứ vận động viên Nga từng bị cấm thi đấu vì sử dụng doping cũng sẽ không được tham dự Thế vận hội lần này. Điều này có nghĩa người đưa ra cáo buộc đối với Nga, bà Stepanova, sẽ không thể thi đấu như một vận động viên độc lập ở Rio.
Sau khi tranh luận, IOC quyết định cấm tất cả các vận động viên Nga tham dự Paralympic 2016 tại Rio de Janeiro, Brazil.

## Vận động viên Nga bị cấm thi đấu tại Olympic
Danh sách các vận đông viên Nga bị cấm thi đấu tại Thế vận hội mùa Hè (Olympic) 2016 đã tăng lên 108 người. Ngoài 67 vận động viên điền kinh đã bị Liên đoàn Điền kinh Thế giới (IAAF) cấm trước đó, đã có thêm 41 vận động viên Nga ở nhiều môn thể thao khác nhau chính thức bị loại khỏi danh sách được thi đấu tại Olympic 2016. Cụ thể, có 7 vận động viên bơi lội, 22 vận động viên chèo thuyền, 2 vận động viên cử tạ, 1 vận động viên vật tự do, 5 vận động viên canoeing, 2 vận động viên 5 môn phối hợp hiện đại, 1 vận động viên bóng chuyền, 1 vận động viên đua thuyền.